# Sibirische Staatliche Medizinische Universität

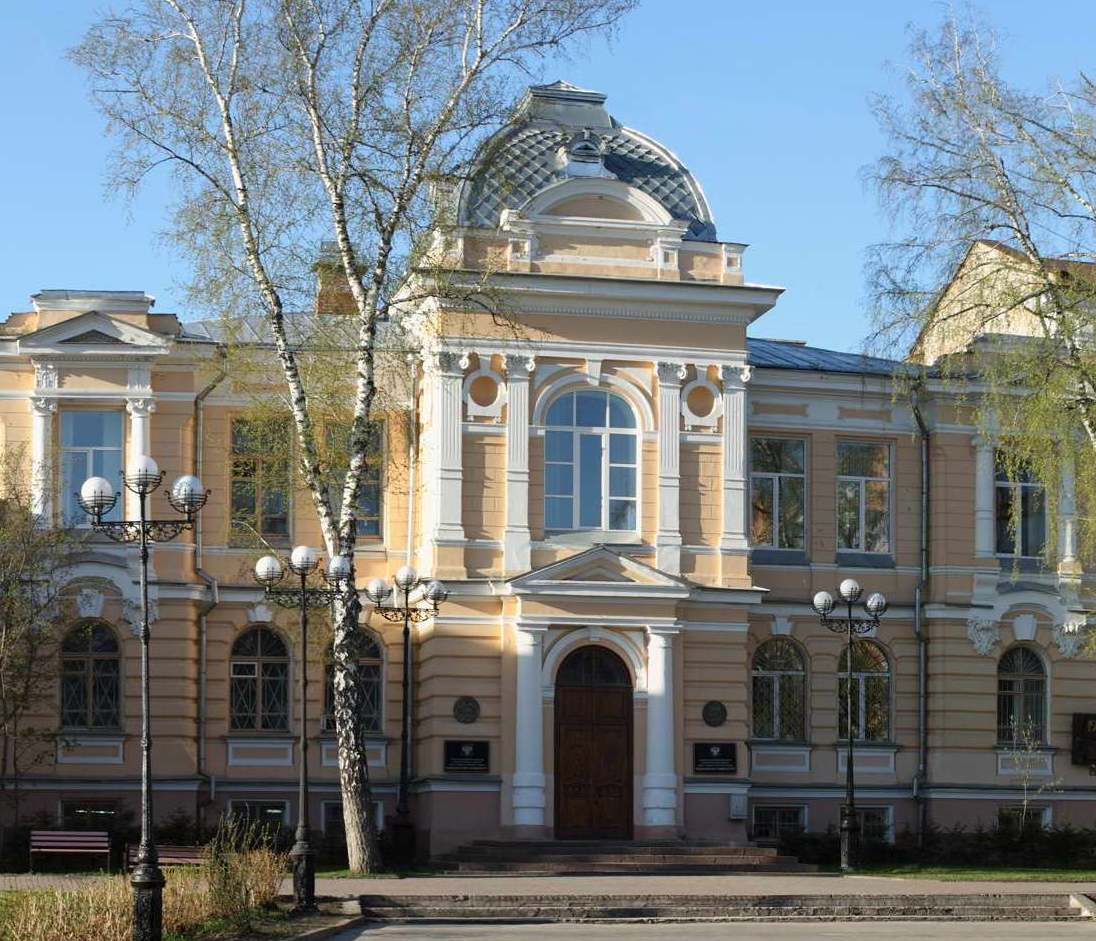

Die Sibirische Staatliche Medizinische Universität (russisch Сибирский государственный медицинский университет) ist eine staatliche Medizinische Universität in Tomsk (Russland) und ging aus der Staatlichen Universität Tomsk hervor. 1878 wurde dort eine medizinische Fakultät gegründet. 1888 erfolgte die Umwandlung in diese neue Universität, es ist somit die älteste medizinische Universität östlich des Ural.
Es gibt neun Fakultäten. Rektorin ist Olga S. Kobyakova.
Jährlich studieren hier etwa 7500 Studenten.